# Erigone (con của Aegisthus)
Trong thần thoại Hy Lạp, Erigone (/ɪˈrɪɡəni/; Ἠριγόνη) là con gái của Aegisthus và Clytemnestra, những người cai trị thành Mycenae. Một số dị bản nói rằng cô có với người anh cùng mẹ khác cha Orestes hai người con trai là Penthilus và Tisamenus.

## Thần thoại
Erigone có thể đã cùng người anh trai của mình là Aletes bị Orestes giết nếu như không có sự can thiệp kịp thời của nữ thần Artemis, vị thần này đã giải cứu cô và đưa cô trở thành nữ tư tế ở Tiểu Á. Trong một số câu chuyện, cô tự treo cổ mình sau khi những đứa trẻ chào đời, điều này có thể gây nhầm lẫn với nhân vật Erigone, con gái của Icarius. Cô cũng được cho là đã kết hôn với Orestes sau khi Hermione, người vợ đầu của Orestes qua đời, và cô sau đó đã sinh ra Penthilus. Hoặc cô được cho là đã kiện Orestes vì việc giết cha mẹ ruột của cô.